# Claudio Berríos
Claudio Rodrigo Berríos Muñoz (San Antonio, Chile 12 de octubre de 1970) es un exfutbolista chileno que jugaba en la posición de Arquero.

## Trayectoria
Oriundo de San Antonio, es el menor de cinco hermanos. Estudió la educación básica en la Escuela D472 Movilizadores Portuarios  y la media en el Liceo Fiscal A-42, Juan Dante Parraguez de San Antonio, alternando los estudios defendiendo el arco del equipo de Carlos Condell de su barrio. Está casado con Digna Gutiérrez, con quien tiene 5 hijos.
A los 15 años fue convocado a la selección amateur de San Antonio, quedando como arquero titular.Luego, se fue a probar a Colo-Colo, donde quedó tras una prueba masiva; sin embargo, Eddio Inostroza le aconsejó partir debido a que no tendría muchas oportunidades, por lo que terminó su etapa formativa en Cobreloa.
Regreso a su ciudad natal, para defender los colores de San Antonio Unido. Luego en 1994 es firmado por Deportes Melipilla de la Primera B, donde fue llevado como futuro reemplazante de Aníbal Pinto.En enero de 1996, es el dirigente Jorge Vergara quien lo lleva nuevamente a Colo-Colo, donde no logra ver minutos tras competir con Marcelo Ramírez, Claudio Arbiza y Ariel Salas.El segundo semestre de 1997 pasa a defender los colores de Unión San Felipe de la Primera B, para el año siguiente volver a la Primera División, defendiendo el arco de Rangers.
En 1999 firmó por 4 temporadas con Palestino, alternando el arco con Leonardo Cauteruchi, y siendo compañero de Jaime Valdés, Eros Pérez, Luis Jiménez, Adrián Rojas, José Luis Villanueva, Ángel Carreño, entre otros.Se mantuvo en el equipo tetracolor hasta mediados de 2002, donde firmó por Deportes Puerto Montt de la Primera B, logrando obtener el título de la categoría esa misma temporada.
Tras mantenerse el 2003 en el conjunto salmonero alternando el arco con José Luis Campi,en 2004 es fichado por Deportes Temuco de la Primera División, donde logra un destacado desempeño en el Apertura 2004.Estuvo 3 temporadas en el equipo temuquense, donde compartió camarín con Lucas Barrios, Luis Vásquez, Patricio Lira, César Díaz, Cristián Canío, Jorge Guzmán, Víctor Hugo Ávalos, entre otros. En un equipo azotado por los problemas económicos, sufrió el descenso a fines de la temporada 2005.Se mantuvo en el equipo albiverde otra temporada más, en donde se salvó del descenso a la Tercera División,y donde pese a recibir ofertas de diferentes equipos, decidió retirarse para cuidar a su familia en San Antonio.
Luego del retiro, se dedicó a ser dirigente social, abrir una escuela de fútbol y ser colectivero en su ciudad natal.En mayo de 2024, fue nombrado como Hijo Ilustre de San Antonio.

## Clubes
| Club                  | País  | Año       |
| --------------------- | ----- | --------- |
| San Antonio Unido     | Chile | 1992-1993 |
| Deportes Melipilla    | Chile | 1994-1995 |
| Colo-Colo             | Chile | 1996-1997 |
| Unión San Felipe      | Chile | 1997      |
| Rangers               | Chile | 1998      |
| Palestino             | Chile | 1999-2002 |
| Deportes Puerto Montt | Chile | 2002-2003 |
| Deportes Temuco       | Chile | 2004-2006 |

## Palmarés

### Campeonatos nacionales
| Título           | Club                  | País  | Año  |
| ---------------- | --------------------- | ----- | ---- |
| Primera División | Colo-Colo             | Chile | 1996 |
| Copa Chile       | Colo-Colo             | Chile | 1996 |
| Primera B        | Deportes Puerto Montt | Chile | 2002 |

### Distinciones individuales
| Distinción                  | Año  |
| --------------------------- | ---- |
| Hijo Ilustre de San Antonio | 2024 |